# María Rosa Urraca Pastor
 (février 2024).
Pour les articles homonymes, voir Urraca et Pastor.
María Rosa Urraca Pastor (1900-1984) est une femme politique espagnole, surtout connue comme parlementaire traditionaliste pendant la Seconde République espagnole et pour son engagement du côté nationaliste pendant la guerre civile.

## Jeunesse et famille

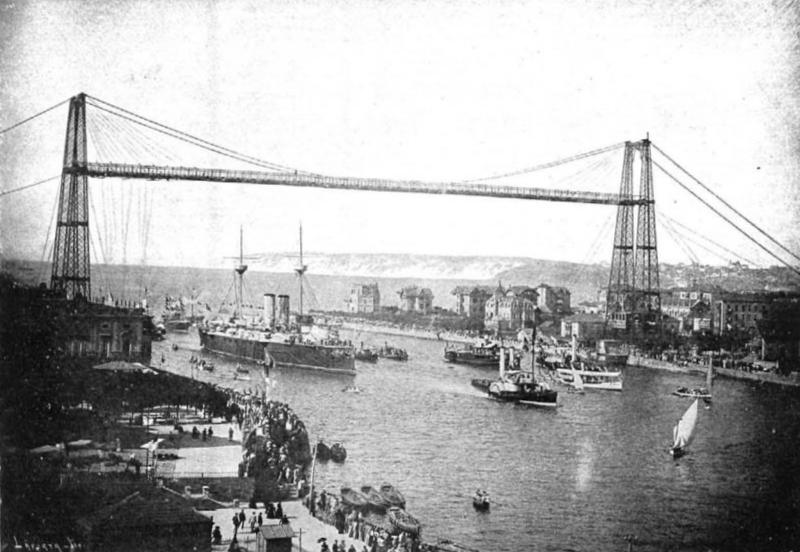
Bilbao autour de 1900.

La famille paternelle de María Rosa Urraca Pastor est originaire de la province de Rioja. Son père, Juan Urraca Sáenz (1873-1965) est né à Nalda, près de Logroño. Militaire de carrière, il sert pendant la guerre hispano–américaine, puis à Madrid, à Burgos et, enfin, au début du XXe siècle au Commissariat de la guerre à Bilbao. En 1913, il est transféré à la Police auxiliaire militaire d'intervention, la structure d'intendance et d'administration fiscale de l'armée. Il sert d'abord comme modeste auxiliaire de troisième classe, peu de temps avant sa retraite, il est promu maire auxiliaire en 1928. À une date non spécifiée, il épouse Rafaela Pastor Ortega (morte en 1941) native de Villahoz (province de Burgos). Le nombre des enfants du couple à part María  n'est pas connu.
Née à Madrid, elle suit son père lors de ses affectations successives et passe sa petite enfance à Burgos puis Bilbao. Elle grandit dans une famille catholique, car son père est membre d'un certain nombre de sociétés religieuses comme la Fraternité de Nuestra Señora de Valvanera ; il transmet sa piété à sa fille. On ne sait rien des idées politiques de ses parents, sinon que son père est un monarchiste non-carliste. Une autre caractéristique de son éducation est le profond respect qui lui est inculqué pour les militaires, considérés comme « l'épine dorsale de la nation ». Sa formation est complétée par ses lectures ; plus tard, elle admettra avoir été très touchée à quatorze ans par les travaux de Concepción Arenal et de Graciano Martínez.

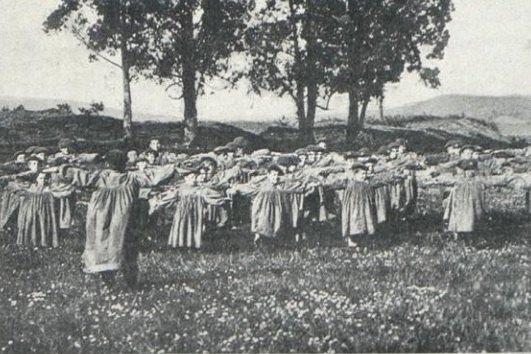
Éducation physique et sportive à Escuelas Ave Maria.

On ne sait rien de son éducation primaire ; plus tard, elle est élève de l'École normale supérieure d'institutrices de Biscaye, où elle obtient son diplôme en 1923. Aucune source ne permet de savoir si elle poursuit des études à l'université bien qu'elle affirme avoir étudié la philosophie et les lettres et avoir eu Miguel de Unamuno et Julián Besteiro comme professeurs. Vive, simple et dynamique, elle entame sa carrière professionnelle d'enseignante pour La Obra del Ave-Maria, un réseau d'écoles catholiques fondées par Andrés Manjón pour les enfants pauvres dans les années 1920, en tant que directrice de l'école de Bilbao. Elle devient également enseignante auxiliaire à l'École normale de Bilbao, à l'époque considéré comme une université féminine.

## Premières activités publiques
Elle prend la parole pour la première fois en public en 1923, lors de la Semaine pédagogique à Bilbao. Au milieu des années 1920, elle adhère à l'Acción católica de la mujer (Action catholique féminine, ACM) ; son dynamisme et ses facilités d'écriture lui valent d'être nommée gestionnaire du Boletín de la MCA de Vizcaya en 1925. Certains chercheurs affirment qu'à la fin de la décennie, elle serait devenue présidente de l'ensemble de la section de Bilbao de l'ACM. Elle s'implique dans un certain nombre d'initiatives sociales et d'organisations de charité et d'éducation, encouragée par le général Primo de Rivera. Dans le milieu des années 1920, elle s'engage dans les débuts de la radiodiffusion ; elle donne des conférences sur des sujets culturels et commence une coopération étroite avec T. S. H., un hebdomadaire publié par l'Asociación Radio Española (Association de radio espagnole). Elle dit également avoir contribué à El Sol, un quotidien madrilène à tendance libérale, bien que la nature de cet engagement reste plutôt obscur.
María Rosa Pastor devient un modèle de femme engagée dans la sphère publique pour les jeunes militantes catholiques, contrairement à l'ancienne image de la femme et épouse catholique concentrée sur le social et l'éducation des enfants. Un certain nombre de cadres militants à l'échelle nationale d'ACM – notamment son idole, Carmen Cuesta - entrent au premier organe consultatif de la dictature, l'Asamblea Nacional Consultiva (es) ; surfant sur la vague de tentatives de modernisation du régime et de son soutien aux femmes activistes, elle intègre l'administration du travail. En 1929, elle est nommée inspectrice du travail, passant du statut de travailleuse sociale catholique à employée de l'État. Elle participe à des organismes tels que le Comité de protection sociale de Biscaye et le Conseil national de recouvrement pour les invalides pour le travail. Elle commence par étudier les problèmes sociaux et publie des articles dans la presse, qu'elle soit locale comme El Nervión, La Gaceta del Norte et El Pueblo Vasco ou nationale comme La Nación. Elle commence également à obtenir une reconnaissance nationale au-delà de la Biscaye : ses différents postes professionnels l'ont amenée à travailler dans d'autres régions et l'ACM lui offre de participer au Congreso femenino hispanoamericano (Congrès des femmes hispano-américaines), créé par l'organisation à Séville.

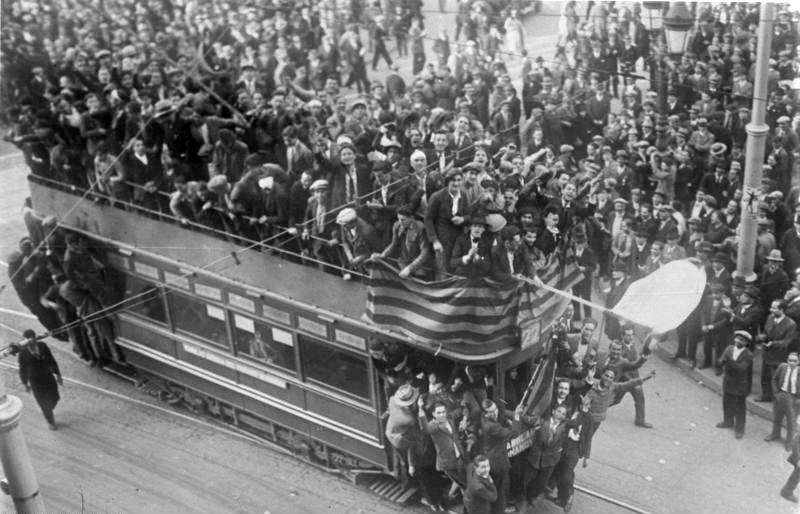
Déclaration de la République en 1931.

La chute de la monarchie lui paraît être une catastrophe nationale. Presque immédiatement, elle s'investit dans des rassemblements publics, soit en faveur de la restauration de la monarchie soit contre la politique laïque de la République. En mai 1931, elle est emprisonnée et condamnée à une amende de 500 pesetas pour la promotion d'une réunion censée être une conspiration contre la Constitution. Elle semble alors politiquement désorientée ; en raison de ses engagements antérieurs, elle est considérée comme une sorte de socialiste, et elle commence à se tourner vers d'autres organisations chrétiennes. Lors des élections en avril 1931, elle travaille comme propagandiste pour les candidats alfondistes et se rapproche de José María Albiñana et ses légionnaires. À la fin de 1931, elle co-organise l'Agrupación de defensa femenina (Groupe de défense féminine), une organisation féminine conservatrice regroupant des monarchistes alfonsistes, des carlistes et le Basque Emakumes, et rédige le programme du groupe. Très active, elle aide à organiser plus de cinquante rencontres pendant quatre mois. En 1932, elle est congédiée de son travail d'inspectrice.

## Engagement carliste
Son incarcération et son engagement dans les groupes de femmes de droite ou dans la collecte de fonds pour payer les amendes l'amènent à connaître et apprécier des femmes carlistes ; elle est particulièrement impressionnée par María Ortega de Pradera, chef local de l'ACM et épouse du théoricien traditionaliste Victor Pradera. Plus tard, elle dira avoir été fascinée par leur inébranlable foi dans le christianisme, leur vaillance et leur courage, notamment face au monarchisme alfonsien. Au cours de l'hiver 1931-1932, elle se rapproche des carlistes, commençant à apparaître lors de leurs rassemblements publics et devient rapidement une sorte de star montante de la propagande carliste ; sa précédente expérience combinée pour l'ACM, la radio, les écoles et les journaux en ont fait une oratrice passionnée. Dès 1932, elle prend la parole lors de réunions carliste et catholiques dans toute l'Espagne, figurant parmi les premières politiciennes traditionalistes et les plus distinguées des femmes activistes. Urraca contribue également à la presse carliste, activité qui lui vaut de nombreuses amendes. En 1933, elle est une sorte de célébrité dans les rangs carlistes, acclamée par leurs dirigeants politiques. Elle est peu appréciée par ses adversaires politiques : Indalecio Prieto la ridiculise dans la presse, déclarant que « les hommes des cavernes ont leur miss », ce à quoi les carlistes répliquent en la saluant d'un « Vive Miss hommes des cavernes ».
Lors des élections de 1933, elle se présente à Guipuscoa comme la représentante du parti carliste dans la Unión regionalista gipuzcoana ; décrite par la presse républicaine comme la « candidate du Moyen-Âge, typiquement troglodyte », elle perd de peu l'élection. Aigrie par les marchandages politiques en coulisse, elle est déçuée par la politique parlementaire ; elle retourne faire des tournées à travers l'Espagne, gagne une reconnaissance nationale en tant qu'oratrice et suscite hommages de la droite et critiques de la gauche. Quand les dirigeants carlistes se rendent compte de l'importance du vote des femmes, elle gagne en influence au sein du mouvement et entame une correspondance avec l'épouse du prétendant carliste, Marie-des-Neiges de Portugal.
Lors du remaniement de la direction du parti en 1934, le nouveau chef Manuel Fal lui confie la tâche de remodeler la section féminine de la Comunion Tradicionalista. Les groupements féminins, appelés les Margaritas, opèrent avec les cercles locaux ; en plus d’augmenter le nombre d'adhésion et de créer de nouvelles activités, elle se voit confier la transformation de l'organisation en une structure nationale ; le projet n'ayant jamais été mené à son terme, elle n'a jamais officiellement assumée la présidence de cette structure, même si certains chercheurs la présentent comme la cheffe de facto de celle-ci. Jusqu'à 1936, les Margaritas recrutent 23 000 femmes, la plupart à Valence, en Navarre et à Vascongadas. Elle les encourage à prendre des cours en soins infirmiers (cours qu'elle prend elle-même) et les prépare au renversement de la République. En 1936, elle tente, sans succès, d'être élue aux Cortès, cette fois dans la province de Teruel. Elle continue ses activités sociales avec Socorro Blanco, l'organisation de secours sociale des carlistes. Dans la presse du mouvement, elle fait campagne pour une croisade spirituelle à travers la prière. En avril 1936, elle est arrêtée pour possession illégale d'un pistolet, mais parvient à s'échapper et passe les derniers mois de paix cachée dans un village de Arcos de la Llana  près de Burgos.

## La guerre civile
À Aranda de Duero, Urraca rejoint les troupes navarraises commandées par García Escámez en route vers Madrid. De façon intermittente, elle sert comme infirmière sur le front de la Sierra de Guadarrama ; pendant les pauses, elle s'investit dans la propagande et organise les services médicaux carlistes, principalement en recrutant des femmes comme infirmières et auxiliaires. En novembre 1936, de retour dans la Sierra de Guadarrama elle passe Noël avec les soldats, mais part – toujours en tant qu'infirmière - vers le front Nord au début de 1937. Dans le voisinage immédiat de la ligne de front, Urraca donne une image pittoresque ; à l'exception de ses activités médicales, elle distribue du cognac aux blessés. Selon certains témoignages, elle soutient le moral des soldats carlistes et empêche les nationalistes d'exécuter des prisonniers républicains ; elle défend également publiquement certains Républicains capturés et accusés de crimes. D'autres chercheurs parlent de sa cruauté et suggèrent qu'elle est co-responsable des atrocités nationalistes, en particulier pour les exécutions des prêtres basques. Elle aurait aussi écrit que les orphelins républicains ne devaient pas être traités de la même manière que les orphelins nationalistes.
À la fin d'avril, elle est appelée à Salamanque et reçue par Franco. La Sección Femenina est intégrée à la Phalange et María Urraca, aux côtés de Pilar Primo de Rivera et de Mercedes Sanz-Bachiller, en est l'une des dirigeantes. Elle prend en charge la gestion de la Delegación nacional de frentes y hospitales (Délégation Nationale des Fronts et des Hôpitaux), l'une des trois branches de la Sección et est chargée de la restauration pour les blessés. En octobre 1937, elle est nommée - parmi onze carlistes - au Consejo Nacional (Conseil national) qui vient d'être créé, ce qui déclenche son exclusion de la Comunion tradicionalista. Engagée dans l'organisation et le travail de propagande, elle continue à rendre visite aux soldats sur les lignes de front et est fêtée comme une héroïne nationaliste au même titre que Moscardó. À l'inverse elle est raillée par la presse républicaine.

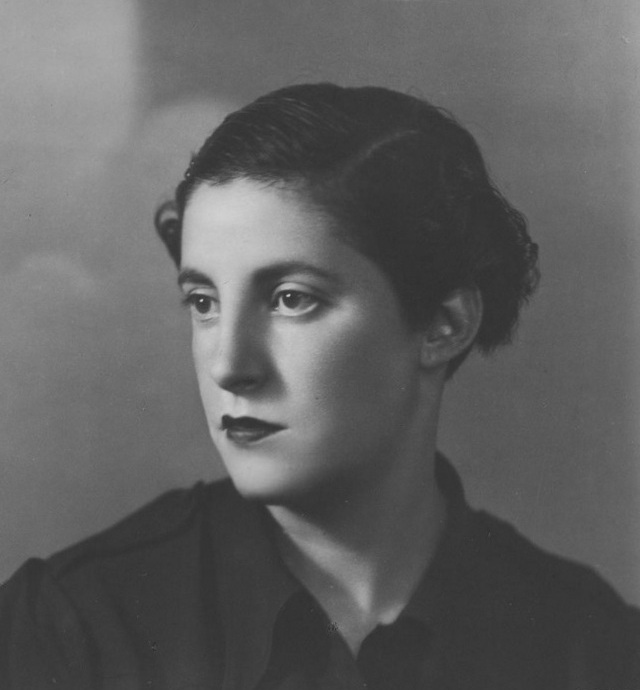
Pilar Primo de Rivera.

Dans la Sección femenina, elle affronte Pilar Primo de Rivera, du fait des différences idéologiques entre la phalange originelle (la Delegación) et la Comunión. Elle essaie de défendre l'autonomie de la Delegación contre la Sección dominée par les phalangistes. La relation devient un conflit ouvert en 1937 et finit par provoquer des confrontations avec les dirigeants locaux de la Delegación et la création de Cuerpo de Enfermeras. Primo de Rivera en obtient la direction et María Urraca démissionne de la direction de la Sección femenina en juillet 1938, ce qui, dans certaines régions conduit à des défections massives de Margaritas et à l'échec final de la fusion des Margaritas avec la Phalange traditionnelle. Mais en 1939, elle est confirmée en tant que membre du deuxième Consejo et reçoit l'Ordre du mérite militaire. En revanche elle n'est pas nommée au troisième Consejo en 1942 et est exclue de la direction exécutive de la Phalange. Elle part alors à la retraite et s'installe avec ses parents à Saragosse.

## Retour à la vie privée

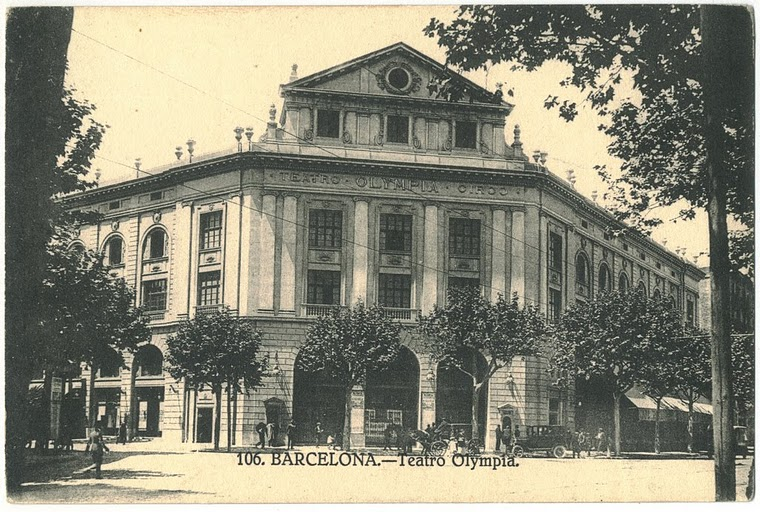
Théâtre Olympia, Barcelone.

Le reste de sa vie est moins bien documentée que la période précédente. Son destin est comparé à une horror vacui, ou une disparition dans la « tierra de nadie ».
À Saragosse, María Urraca se lie d'amitié avec María Pilar Ros Martínez, une catalane qui la persuade de partir à Barcelone avec elle. En 1939 ou 1940, Urraca s'installe avec ses parents dans la capitale catalane où elle transforme sa maison en un cercle culturel. Dans les années 1940, elle y organise régulièrement des réunions, conçues comme des manifestations artistiques, souvent avec de prestigieux invités et couvrant la musique, la peinture et le théâtre. Elle ne reprend pas l'enseignement, mais commence à donner des conférences publiques. Annoncées dans la presse comme des « conférences-récitals », elles traitent des arts, même si certaines abordent l'histoire et se veulent un hommage aux vertus patriotiques. Applaudie dans les journaux comme une « ilustra charlista », elle continue jusqu'à la fin des années 1940 se produisant également en Alava ou dans le Leon. L'événement, généralement mis en scène comme une conférence semi-savante, est une sorte de pièce de théâtre monodrame présentée dans des lieux comme le Théâtre de l'Olympia.

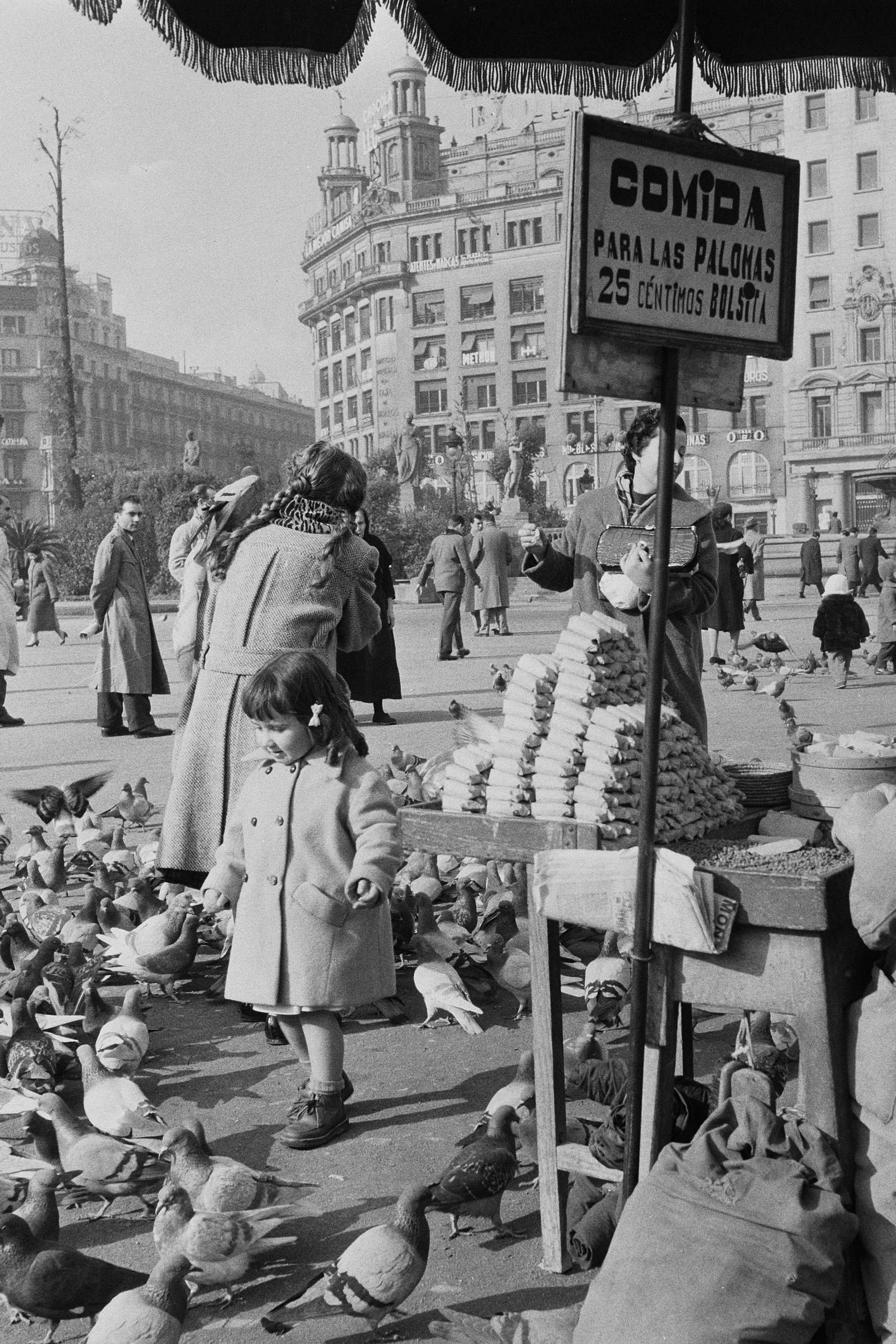
Barcelone au milieu des années 1950.

En 1940, elle publie ses mémoires de guerre intitulées Así empezamos ; ils contiennent de nombreux hommages à Franco, mais sont principalement conçus comme une célébration des hommes et surtout des femmes qui ont contribué à l'effort de guerre nationaliste. L'œuvre essaie de ne pas s'attaquer aux opposants républicains et met en avant la sérénité de servir la cause de Dieu et de l'Espagne. Certains critiques pointent la prétendue incompatibilité entre la maternophilie et les nombreuses identifications masculines voisinant dans le livre. À Barcelone, elle fonde sa propre maison d'édition nommée MRUPSA, qui dans les années 1940, édite deux biographies qu'elle a écrites, l'une de François Borgia et l'autre de Lola Montez, ainsi que quelques livres d'autres auteurs. L'entreprise cesse de fonctionner à la fin des années 1940. Plus tard, Urraca continue de travailler sur un autre livre, dédié à la mariologie, mais celui-ci n'est jamais paru.
Comme les finances de la famille dépendent exclusivement de la pension de retraite de militaire de son père, au milieu des années 1950, elle commence à donner des leçons d'art oratoire. Si au départ, elle annonce également enseigner le castillan, elle finit par ne plus le mentionner dans ses publicités parues dans les journaux locaux jusqu'à la fin des années 1960, la dernière identifiée étant publiée alors qu'elle a 70 ans.

## Dernières activités publiques

Carliste standard.

Après son départ du Consejo nacional en 1942, elle disparaît presque entièrement de la vie politique, des structures officielles politiques phalangistes, de celles officieuses des carlistes ou celles semi-politiques des organisations catholiques. Dans les histoires de la vie politique durant le Franquisme, elle est presque absente, apparaissant de façon marginale dans les ouvrages traitant du carlisme d'après-guerre. Son activité publique – à l'exception de l'organisation de réunions, les conférences et le travail éditorial, tous destinés principalement à soutenir les finances de sa famille – sont surtout des engagements locaux, paroissiaux et municipaux. Elle s'occupe de l'apostolat des laïcs et maintient son intérêt pour les problèmes sociaux par l'animation de la charité catholique.
Au début des années 1940, Uracca prend encore part à des activités carlistes. En 1942, elle est parmi les invités présents au cimetière de Montcada i Reixac, lors d'un service commémorant les requetés morts au combat et présidé par le chef carliste catalan Maurici de Sivatte au Mausolée érigé deux ans plus tôt. Aucune des sources consultées ne parle de son engagement dans les structures politiques carlistes ; certains auteurs affirment que les carlistes ne lui ont jamais pardonné son engagement dans la Phalange. La propagande officielle l'ignore ; son ancienne rivale, Pilar Primo de Rivera, fait en sorte qu'elle ne sorte pas de l'ombre et le modèle féminin qu'elle promeut n'est pas en accord avec la domination masculine de la vie publique avancé par le franquisme. Il faut remarquer, cependant, qu'elle participe à diverses activités commémoratives organisées par des catholiques ou des organismes sociaux. Elle est également restée en contact avec certaines personnalités carlistes et républicaines.

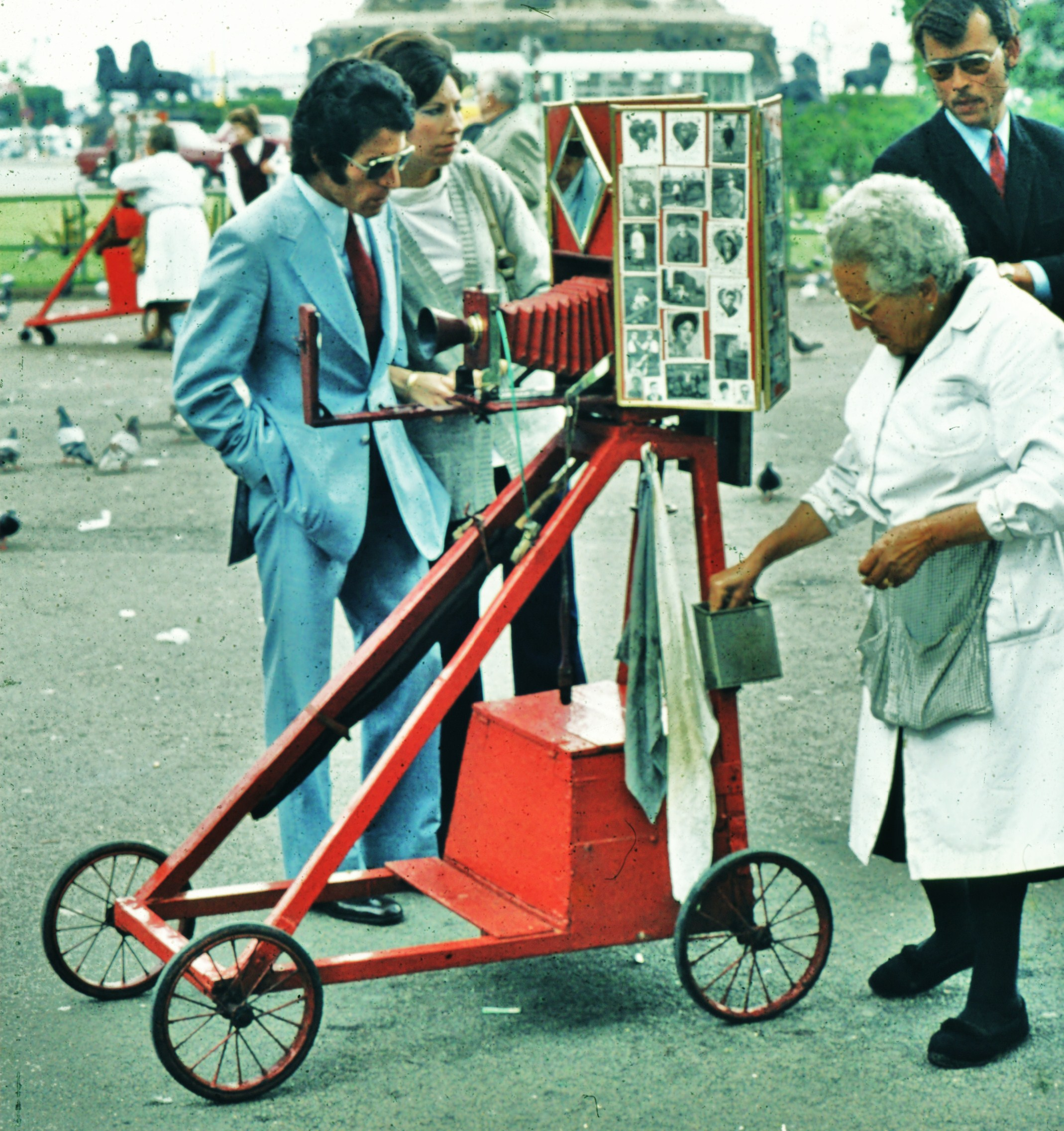
Barcelone au milieu des années 1970.

Elle revient à la vie publique vers la fin de sa vie, se ré-engageant dans le Carlisme. À cette époque, le mouvement est déchiré entre les traditionalistes et les socialistes, elle se range du côté des anciens, et en 1972, elle co-signe un document de la Junta Nacional del Requeté, qui fustige le prince Carlos Ugo pour avoir abandonné les idéaux carlistes. Elle reste engagée dans cette lutte, se faisant entendre pour la dernière fois en 1974. Au cours de la transition, elle prend part à des manifestations culturelles liées au carlisme tranditionaliste. En retour, elle est dénoncée par les propagandistes du Parti carliste comme une traître et « l'infirmière de Franco ». À la fin des années 1970, elle se rapproche du búnker post-franquiste ; en 1976, elle apporte son soutien à Blas Piñar et à son parti, Fuerza Nueva ; en 1977, peu de temps avant la dissolution officielle du Movimiento Nacional, elle a toujours l'habitude de fréquenter les locaux de l'organisation à Barcelone, où elle est considérée comme affable, discrète, mais énergique et engagée. Jusqu'à sa mort, elle considère elle-même comme une carliste et, dans une lettre envoyée à La Vanguardia en 1982, elle le confirme fièrement.

## Postérité
Dans les années 1930, elle est saluée par la droite, comme une grande oratrice et raillée par la gauche comme une troglodyte politique, mais après la Guerre civile elle tombe presque dans l'oubli, sauf lors de la sortie de ses trois ouvrages. Dans les médias soumis à une stricte censure de la fin des années 1940, un ex-soldat républicain devenu dessinateur, Miguel Bernet Toledano, est autorisé à créer son alter-ego malveillant connu comme Doña Urraca, une figure de bande dessinée qui deviendra un personnage iconique en Espagne. Certains affirment que le personnage n'a rien à voir avec María Urraca, mais d'autres affirment que la sorcière vêtue de noir, désireuse d'abuser de la faiblesse dans le seul but de faire du mal a été créée dans le but de se moquer d'elle. Au cours de transition démocratique, elle est la cible de la vieille rancœur républicaine ; un agent secret franquiste pendant la guerre, Pedro Urraca Rendueles, quoique sans lien de parenté avec elle, est présenté comme « Urraca Pasteur » et une pièce de théâtre de 1979 la met en scène comme étant impliquée dans l'exécution de Lluís Companys. Peu de temps avant son décès, elle est caricaturée par Camilo José Cela dans Mazurca para dos muertos (1983) et est dépeinte comme une conspiratrice dans Inquietud en el Paraíso (2005) de Óscar Esquivias.
Dans l'historiographie, elle est considérée comme un représentant de divers phénomènes sociaux plutôt que comme une personnalité elle-même. Un historien la cite comme exemple des femmes politisées de la classe moyenne de la Deuxième République. Un autre spécialiste avance une thèse concurrente, à savoir qu'elle s'est engagée dans la vie publique principalement grâce à la modernisation du pays combinée à la croissante activité sociale des catholiques. Certains font remarquer que les questions sociales sont l'un des principaux fils conducteurs de son activité, certains insistent sur son catholicisme traditionnel et d'autres mettent l'accent sur son féminisme. Cette dernière approche est particulièrement populaire, puisque María Urraca est souvent mentionnée lors de discussion sur l'importance croissante du rôle des femmes dans l'histoire récente de l'Espagne. Même si au Pays basque, elle est parfois tenue pour responsable de l'exécution des prêtres, elle est aussi considérée comme une personne passionnée par l'égalité des sexes, la justice sociale, l'idée d'une société sans classes et la réconciliation d'après-guerre, une victime plutôt qu'une coupable.
À l'exception d'une réédition d'Asi empezamos peu de temps après la première édition, aucun des livres d'Urraca n'a été ré-imprimé. Dans l'historiographie carliste, elle tend à être ignorée par les écrivains traditionalistes ou maltraitée par les militants du Parti carliste. Hormis une poignée d'articles scientifiques, elle est l'objet d'une monographie et d'un mémoire de master en études de genre de l'Université de Salamanque en 2012. Dans le village andalou de La Dehesa, une rue porte son nom,.